# Arçon
Arçon – miejscowość i gmina we Francji, w regionie Burgundia-Franche-Comté, w departamencie Doubs.
Według danych na rok 1990 gminę zamieszkiwało 665 osób, a gęstość zaludnienia wynosiła 31 osób/km² (wśród 1786 gmin Franche-Comté Arçon plasuje się na 244. miejscu pod względem liczby ludności, natomiast pod względem powierzchni na miejscu 97.).